# 全缘小垫柳
全缘小垫柳（学名：Salix brachista var. integra）为杨柳科柳属下的一个变种。

## 扩展阅读
- 維基物種上的相關：全缘小垫柳